# Municipio de San Andrés
Municipio de San Andrés är en kommun i Guatemala.   Den ligger i departementet Petén, i den norra delen av landet, 270 km norr om huvudstaden Guatemala City. Antalet invånare är 20 295. Municipio de San Andrés ligger vid sjön Lake Petén Itzá.
Följande samhällen finns i Municipio de San Andrés:
- San Andrés